# Pimpinella schatilensis
Pimpinella schatilensis är en flockblommig växtart som beskrevs av Otsch. Pimpinella schatilensis ingår i släktet bockrötter, och familjen flockblommiga växter. Inga underarter finns listade i Catalogue of Life.